# آدم كلايتون
آدم ستيفن كلايتون (بالإنجليزية: Adam Stephen Clayton)‏ (مواليد 14 يناير 1989 مانشستر إنجلترا - ) هو لاعب كرة قدم إنجليزي، يلعب كلاعب وسط.

## الروابط الخارجية
- آدم كلايتون على موقع الاتحاد الدولي (مؤرشف)  (الإنجليزية)
- آدم كلايتون على موقع قاعدة بيانات كرة القدم.إي يو (الإنجليزية)
- آدم كلايتون على موقع Soccerbase.com (لاعب) (الإنجليزية)
- آدم كلايتون على موقع Soccerway.com (الإنجليزية)
- آدم كلايتون على موقع عالم كرة القدم.نت (الإنجليزية)